# حاج أحمد كندي
حاج أحمد كندي (بالإنجليزية: Hajj Ahmad Kandi)‏ هي مستوطنة تقع في قسم بائين برزند الريفي في إيران. يقدر عدد سكانها بـ 110 نسمة .